# Csarnok

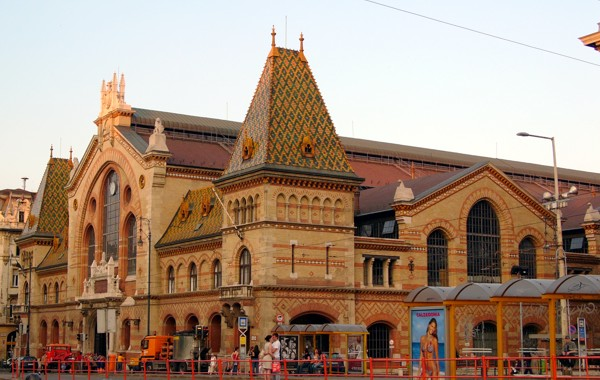
A budapesti Központi Vásárcsarnok épülete

Csarnok (görögül: stoa, latinul: porticus, németül: Halle) néven az ókorban és a jelenkorban más és más helyiségeket jelölünk meg.
Korunkban csarnoknak hívjuk a nagyobb méretű fedett, szellős, sokszor egészen vasszerkezetű épületet, mely vásárok tartására, áruk kirakására stb. szolgál, mint pl. az áru-, gabona-, vásárcsarnokok, úgyszintén testgyakorlatok számára, mint pl. a tornacsarnok, vagy templomok, múzeumok és más nyilvános épületek főhomlokzata elé emelt oszlopos, a bejáratot fedő előteret; vagy nagyobb épületek belsejében a vesztibült vagyis az előcsarnokot, melyen keresztül a többi helyiségekhez juthatni, vagy végezetül a fürdőkön és gyógyhelyeken emelt hosszú, fedett oszlopos folyosókat (ivó csarnokok, stb.), melyek azt a célt szolgálják, hogy a kúrát használók alattuk nagy melegben vagy esős időben is sétálhassanak.

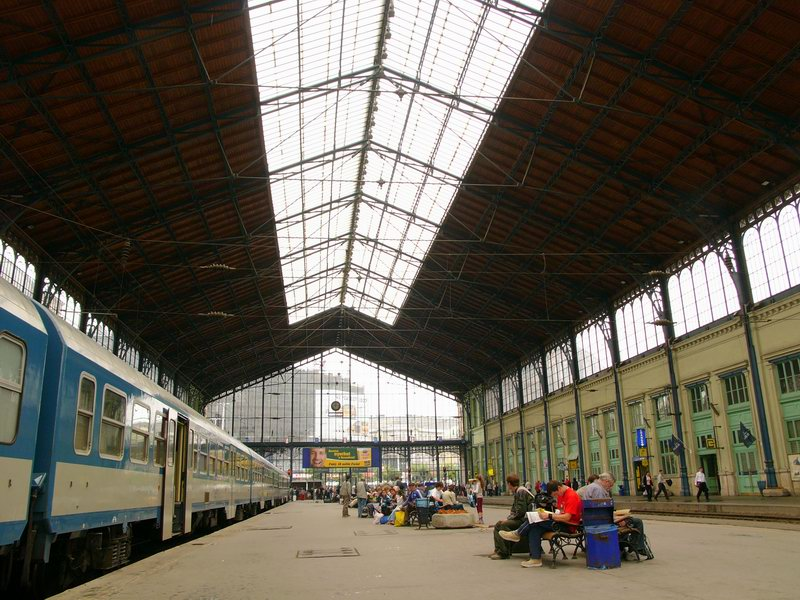
A budapesti Nyugati pályaudvar csarnoka belülről

A vasúti építkezéseknél kétféle csarnok van, úgy mint az előcsarnok és az érkezési, illetve indulási csarnok. Ma már a legegyszerűbb építkezések beosztásánál is tekintettel vannak az előcsarnokra. A vasúti építkezéseknél van kiváló fontossága, mert ez ama gócpont, honnan az utazó közönség a különböző célokra berendezett helyiségekbe szétoszlik. Az előcsarnokba helyezik el ezenkívül a különböző pénztárakat, dohánytőzsdét, hírlap- és könyvelárusító polcokat, ruhatárakat, stb. Az újabb építkezéseknél a kiváló szerephez illő monumentálisabb jelleg szerint is építik s az épület külsején is feltüntetik centrális jellegét. A nagyobb pályaházaknál azonban az érkező és induló vonatok is tető alá jutnak. Ezek a csarnokok az érkezési és indulási csarnokok. Hazánkban volt tiszai vasút több állomásán (Püspökladányon, Nagyváradon) építettek ilynemű egyszerű, de tetszetős berendezésű csarnokokat. Újabban azonban, mint minden más téren, itt is óriási méretek betetőzése válván szükségessé, befedésükre faszerkezet helyett kőpillérekre támaszkodó vas tetőszerkezeteket használnak. Külföldön óriási tetők lettek előállítva. Magyarországon csak a budapesti Keleti pályaudvar és a Nyugati pályaudvar csarnoka méltó említésre, mindkettőnek szabad szélessége 42 méter.
A görögöknél és a rómaiaknál a csarnok mindig oszlopos csarnok és nem más, mint szabadon álló, vagy valamely épületnek támaszkodó fedett folyosó, melynek tetejét oszlopok tartják. A lakosság ezen többé-kevésbé hosszú fedett folyosókat, melyek sokszor egy egész nagy nyilvános teret szegélyeztek, vagy valamely középülethez, mint pl. színházhoz, gimnáziumhoz, templomhoz hozzáépíttettek, sétahelyül, vagy előadásoknak, gyűléseknek megtartására használta. Ezen oszlopos csarnokok vagy egészen nyitottak vagy részben csukottak voltak, mely utóbbi esetben az oszlopok közeit fallal nem az egész magasságban töltötték ki és azt festményekkel vagy szobrászati művekkel díszítették. Belül ülések (ephedre) voltak. A nyitott csarnokoknak vagy az egyik oldaluk volt elfalazva, vagy a közepükön emelkedett végig egy mindkét oldalán befestett fal, mely a folyosót így két, mindkét oldalon nyitott részre osztotta. Görögországnak festményekkel díszített csarnokai közül a leghíresebb volt a stoa Poikile Athénben; mellette még a spártai perzsa csarnok, Attalos és Eumenes csarnokai Athénben említtetnek sokszor. Ha az oszlopos csarnokos épületet (pl. templomot) köröskörül szegélyezett, akkor azt «Peripteros»-nak hívták; ha szabad teret vett körül, akkor «Peristylos» volt. A folyosók hosszúsága szerint voltak Porticus stadiate-k, semistadiatae-k, az oszlopsorok száma szerint Porticus duplices-ek, triplices-ek stb. E csarnokokat gyakran víztartó-medencék, szökőkutak is díszítették. A rómaiak oszlopos csarnokai amellett, hogy a görögökéhez hasonló célokat szolgáltak, még más egyebekre is használtattak. Törvényt szolgáltak, szenátusgyűléseket tartottak bennük; a filozófusok (stoikusok) előadásaiknak megtartására, a kalmárok adás-vevésre, képeknek és egyéb áruknak kiállítására használták. Elnevezésüket vagy a mellettük levő nyilvános épületektől kapták, vagy építőiktől, vagy a bennük levő híresebb festménytől.